# Chlorops pallifrons
Chlorops pallifrons är en tvåvingeart som beskrevs av Gabriel Strobl 1909. Chlorops pallifrons ingår i släktet Chlorops och familjen fritflugor. Arten är reproducerande i Sverige. Inga underarter finns listade i Catalogue of Life.